# Evoluzione del collegio cardinalizio durante il pontificato di Pio XI
Di seguito è riportata l'evoluzione del collegio cardinalizio durante il pontificato di Pio XI (6 febbraio 1922-10 febbraio 1939) e la successiva sede vacante (10 febbraio 1939-2 marzo 1939).

## Evoluzione in sintesi
Dopo l'elezione del cardinale Achille Ratti il collegio dei cardinali era costituito da 59 cardinali.

Pio XI ha creato 76 cardinali in 17 concistori.

Durante il suo pontificato sono deceduti 72 cardinali e 1 si è dimesso.
| Data                                   | Avvenimento                                      | Totale |
| -------------------------------------- | ------------------------------------------------ | ------ |
| 6 febbraio 1922                        | Elezione del cardinale Achille Ratti (Pio XI)    | 59     |
| dal 25 giugno 1922 al 30 dicembre 1938 | Cardinali creati                                 | +76    |
| dal 25 giugno 1922 al 30 dicembre 1938 | Cardinali deceduti o dimessi                     | -73    |
| 10 febbraio 1939                       | Morte di papa Pio XI                             | 62     |
| 2 marzo 1939                           | Elezione del cardinale Eugenio Pacelli (Pio XII) | 61     |

## Composizione per paese d'origine
Fra il conclave del 1922 e il conclave del 1939, la composizione del collegio per paese d'origine dei cardinali è rimasta praticamente invariata: gli italiani rappresentavano sempre più del 50% dei componenti con una presenza di non europei che superava il 10%.
| Paese          | 1922 | 1939 |
| -------------- | ---- | ---- |
| Argentina      | 0    | 1    |
| Brasile        | 1    | 1    |
| Canada         | 1    | 1    |
| Stati Uniti    | 2    | 3    |
| Totale America | 4    | 6    |
| Iraq           | 0    | 1    |
| Totale Asia    | 0    | 1    |
| Austria        | 2    | 1    |
| Belgio         | 1    | 1    |
| Cecoslovacchia | 1    | 1    |
| Francia        | 5    | 6    |
| Germania       | 3    | 3    |
| Irlanda        | 0    | 1    |
| Paesi Bassi    | 1    | 0    |
| Polonia        | 2    | 1    |
| Portogallo     | 1    | 1    |
| Italia         | 31   | 35   |
| Regno Unito    | 3    | 1    |
| Spagna         | 5    | 3    |
| Ungheria       | 1    | 1    |
| Totale Europa  | 56   | 55   |
| Totale         | 60   | 62   |

## Composizione per concistoro
In conseguenza della diversa durata dei pontificati di Benedetto XV e di Pio XI, nei conclavi successivi alla loro morte, i cardinali creati dai precedenti pontefici, che erano oltre la metà nel 1922, sono scesi al 15% nel 1939.
| Concistoro             | 1922 | 1939 |
| ---------------------- | ---- | ---- |
| Dicembre 1889          | 1    |      |
| Gennaio 1893           | 1    |      |
| Novembre 1896          | 1    |      |
| Aprile 1897            | 1    |      |
| Giugno 1899            | 2    |      |
| Aprile 1901            | 2    |      |
| Creati da Leone XIII   | 8    | 0    |
| Novembre 1903          | 1    |      |
| Dicembre 1905          | 2    |      |
| Aprile 1907            | 3    |      |
| Dicembre 1907          | 4    |      |
| Novembre 1911          | 9    | 2    |
| Maggio 1914            | 5    |      |
| Creati da Pio X        | 24   | 2    |
| Dicembre 1915          | 4    |      |
| Dicembre 1916          | 10   | 4    |
| Dicembre 1919          | 5    |      |
| Marzo 1921             | 6    | 4    |
| Giugno 1921            | 3    |      |
| Creati da Benedetto XV | 28   | 8    |
| Maggio 1923            |      | 1    |
| Marzo 1924             |      | 1    |
| Dicembre 1925          |      | 2    |
| Dicembre 1926          |      | 1    |
| Giugno 1927            |      | 2    |
| Dicembre 1927          |      | 2    |
| Luglio 1929            |      | 1    |
| Dicembre 1929          |      | 5    |
| Giugno 1930            |      | 4    |
| Marzo 1933             |      | 8    |
| Dicembre 1935          |      | 18   |
| Giugno 1936            |      | 2    |
| Dicembre 1937          |      | 5    |
| Creati da Pio XI       |      | 52   |
| Totale                 | 60   | 62   |

## Elenco degli avvenimenti
| Data              | Avvenimento                                                                  | Paese              | Cardinali |
| ----------------- | ---------------------------------------------------------------------------- | ------------------ | --------- |
| 6 febbraio 1922   | Elezione papale del cardinale Achille Ratti con il nome di Pio XI            | Città del Vaticano | 59        |
| 25 giugno 1922    | Morte del cardinale Teodoro Valfrè di Bonzo                                  | Italia             | 58        |
| 8 dicembre 1922   | Morte del cardinale José María Martín de Herrera y de la Iglesia             | Spagna             | 57        |
| 11 dicembre 1922  | Concistoro per la creazione di 8 cardinali:                                  | Città del Vaticano | 65        |
| 11 dicembre 1922  | Enrique Reig y Casanova                                                      | Spagna             | 65        |
| 11 dicembre 1922  | Eugenio Tosi                                                                 | Italia             | 65        |
| 11 dicembre 1922  | Franz Ehrle                                                                  | Germania           | 65        |
| 11 dicembre 1922  | Achille Locatelli                                                            | Italia             | 65        |
| 11 dicembre 1922  | Giovanni Vincenzo Bonzano                                                    | Italia             | 65        |
| 11 dicembre 1922  | Alexis-Armand Charost                                                        | Francia            | 65        |
| 11 dicembre 1922  | Giuseppe Mori                                                                | Italia             | 65        |
| 11 dicembre 1922  | Stanislas-Arthur-Xavier Touchet                                              | Francia            | 65        |
| 4 febbraio 1923   | Morte del cardinale Giuseppe Antonio Ermenegildo Prisco                      | Italia             | 64        |
| 14 febbraio 1923  | Morte del cardinale Bartolomeo Bacilieri                                     | Italia             | 63        |
| 23 maggio 1923    | Concistoro per la creazione di 2 cardinali:                                  | Città del Vaticano | 65        |
| 23 maggio 1923    | Luigi Sincero                                                                | Italia             | 65        |
| 23 maggio 1923    | Giovanni Battista Nasalli Rocca di Corneliano                                | Italia             | 65        |
| 4 giugno 1923     | Morte del cardinale Juan Soldevilla y Romero                                 | Spagna             | 64        |
| 27 luglio 1923    | Morte del cardinale Nicolò Marini                                            | Italia             | 63        |
| 10 agosto 1923    | Morte del cardinale Agostino Richelmy                                        | Italia             | 62        |
| 30 dicembre 1923  | Concistoro per la creazione di 2 cardinali:                                  | Città del Vaticano | 64        |
| 30 dicembre 1923  | Evaristo Lucidi                                                              | Italia             | 64        |
| 30 dicembre 1923  | Aurelio Galli                                                                | Italia             | 64        |
| 24 marzo 1924     | Concistoro per la creazione di 2 cardinali:                                  | Città del Vaticano | 66        |
| 24 marzo 1924     | George William Mundelein                                                     | Stati Uniti        | 66        |
| 24 marzo 1924     | Patrick Joseph Hayes                                                         | Stati Uniti        | 66        |
| 19 novembre 1924  | Morte del cardinale Michael Logue                                            | Irlanda            | 65        |
| 30 dicembre 1924  | Morte del cardinale Oreste Giorgi                                            | Italia             | 64        |
| 30 marzo 1925     | Concistoro per la creazione di 2 cardinali:                                  | Città del Vaticano | 66        |
| 30 marzo 1925     | Vicente Casanova y Marzol                                                    | Spagna             | 66        |
| 30 marzo 1925     | Eustaquio Ilundáin y Esteban                                                 | Spagna             | 66        |
| 18 luglio 1925    | Morte del cardinale Louis Nazaire Bégin                                      | Canada             | 65        |
| 14 dicembre 1925  | Concistoro per la creazione di 4 cardinali:                                  | Città del Vaticano | 69        |
| 14 dicembre 1925  | Enrico Gasparri                                                              | Italia             | 69        |
| 14 dicembre 1925  | Bonaventura Cerretti                                                         | Italia             | 69        |
| 14 dicembre 1925  | Patrick Joseph O'Donnell                                                     | Irlanda            | 69        |
| 14 dicembre 1925  | Alessandro Verde                                                             | Italia             | 69        |
| 23 gennaio 1926   | Morte del cardinale Desiré-Félicien-François-Joseph Mercier                  | Belgio             | 68        |
| 13 febbraio 1926  | Morte del cardinale Edmund Dalbor                                            | Polonia            | 67        |
| 14 febbraio 1926  | Morte del cardinale Juan Benlloch y Vivó                                     | Spagna             | 66        |
| 27 febbraio 1926  | Morte del cardinale Augusto Silj                                             | Italia             | 65        |
| 28 febbraio 1926  | Morte del cardinale Giovanni Cagliero                                        | Italia             | 64        |
| 21 giugno 1926    | Concistoro per la creazione di 2 cardinali:                                  | Città del Vaticano | 66        |
| 21 giugno 1926    | Luigi Capotosti                                                              | Italia             | 66        |
| 21 giugno 1926    | Carlo Perosi                                                                 | Italia             | 66        |
| 23 settembre 1926 | Morte del cardinale Stanislas-Arthur-Xavier Touchet                          | Francia            | 65        |
| 20 dicembre 1926  | Concistoro per la creazione di 2 cardinali:                                  | Città del Vaticano | 67        |
| 20 dicembre 1926  | Lorenzo Lauri                                                                | Italia             | 67        |
| 20 dicembre 1926  | Giuseppe Gamba                                                               | Italia             | 67        |
| 16 febbraio 1927  | Morte del cardinale Vittorio Amedeo Ranuzzi de' Bianchi                      | Italia             | 66        |
| 20 giugno 1927    | Concistoro per la creazione di 2 cardinali:                                  | Città del Vaticano | 68        |
| 20 giugno 1927    | August Hlond                                                                 | Polonia            | 68        |
| 20 giugno 1927    | Jozef-Ernest Van Roey                                                        | Belgio             | 68        |
| 11 luglio 1927    | Morte del cardinale Ottavio Cagiano de Azevedo                               | Italia             | 67        |
| 25 luglio 1927    | Morte del cardinale János Csernoch                                           | Ungheria           | 66        |
| 25 agosto 1927    | Morte del cardinale Enrique Reig y Casanova                                  | Spagna             | 65        |
| 21 settembre 1927 | Dimissioni del cardinale Louis Billot                                        | Francia            | 64        |
| 22 ottobre 1927   | Morte del cardinale Patrick Joseph O'Donnell                                 | Irlanda            | 63        |
| 12 novembre 1927  | Morte del cardinale Alessandro Lualdi                                        | Italia             | 62        |
| 26 novembre 1927  | Morte del cardinale Giovanni Vincenzo Bonzano                                | Italia             | 61        |
| 19 dicembre 1927  | Concistoro per la creazione di 5 cardinali:                                  | Città del Vaticano | 66        |
| 19 dicembre 1927  | Charles-Henri-Joseph Binet                                                   | Francia            | 66        |
| 19 dicembre 1927  | Alexis-Henri-Marie Lépicier                                                  | Francia            | 66        |
| 19 dicembre 1927  | Felix-Raymond-Marie Rouleau                                                  | Canada             | 66        |
| 19 dicembre 1927  | Jusztinián Serédi                                                            | Ungheria           | 66        |
| 19 dicembre 1927  | Pedro Segura y Sáenz                                                         | Spagna             | 66        |
| 30 giugno 1928    | Morte del cardinale Giovanni Tacci Porcelli                                  | Italia             | 65        |
| 24 ottobre 1928   | Morte del cardinale Gaetano De Lai                                           | Italia             | 64        |
| 7 dicembre 1928   | Morte del cardinale Giuseppe Francica-Nava de Bondifè                        | Italia             | 63        |
| 7 gennaio 1929    | Morte del cardinale Eugenio Tosi                                             | Italia             | 62        |
| 25 febbraio 1929  | Morte del cardinale Antonio Vico                                             | Italia             | 61        |
| 26 marzo 1929     | Morte del cardinale Aurelio Galli                                            | Italia             | 60        |
| 31 marzo 1929     | Morte del cardinale Evaristo Lucidi                                          | Italia             | 59        |
| 5 aprile 1929     | Morte del cardinale Francis Aidan Gasquet                                    | Regno Unito        | 58        |
| 15 luglio 1929    | Concistoro per la creazione di 1 cardinale:                                  | Città del Vaticano | 59        |
| 15 luglio 1929    | Alfredo Ildefonso Schuster                                                   | Italia             | 59        |
| 5 agosto 1929     | Morte del cardinale António Mendes Bello                                     | Portogallo         | 58        |
| 23 settembre 1929 | Morte del cardinale Louis-Ernest Dubois                                      | Francia            | 57        |
| 16 dicembre 1929  | Concistoro per la creazione di 6 cardinali:                                  | Città del Vaticano | 63        |
| 16 dicembre 1929  | Manuel Gonçalves Cerejeira                                                   | Portogallo         | 63        |
| 16 dicembre 1929  | Eugenio Pacelli (futuro papa Pio XII)                                        | Italia             | 63        |
| 16 dicembre 1929  | Luigi Lavitrano                                                              | Italia             | 63        |
| 16 dicembre 1929  | Carlo Dalmazio Minoretti                                                     | Italia             | 63        |
| 16 dicembre 1929  | Joseph MacRory                                                               | Regno Unito        | 63        |
| 16 dicembre 1929  | Jean Verdier                                                                 | Francia            | 63        |
| 26 dicembre 1929  | Morte del cardinale Giuseppe Gamba                                           | Italia             | 62        |
| 22 febbraio 1930  | Morte del cardinale Carlo Perosi                                             | Italia             | 61        |
| 26 febbraio 1930  | Morte del cardinale Rafael Merry del Val                                     | Spagna             | 60        |
| 18 aprile 1930    | Morte del cardinale Joaquim Arcoverde de Albuquerque Cavalcanti              | Brasile            | 59        |
| 23 maggio 1930    | Morte del cardinale Louis-Henri-Joseph Luçon                                 | Francia            | 58        |
| 30 giugno 1930    | Concistoro per la creazione di 5 cardinali:                                  | Città del Vaticano | 63        |
| 30 giugno 1930    | Sebastião Leme da Silveira Cintra                                            | Brasile            | 63        |
| 30 giugno 1930    | Francesco Marchetti Selvaggiani                                              | Italia             | 63        |
| 30 giugno 1930    | Raffaele Carlo Rossi                                                         | Italia             | 63        |
| 30 giugno 1930    | Giulio Serafini                                                              | Italia             | 63        |
| 30 giugno 1930    | Achille Liénart                                                              | Francia            | 63        |
| 9 luglio 1930     | Morte del cardinale Vincenzo Vannutelli                                      | Italia             | 62        |
| 23 ottobre 1930   | Morte del cardinale Vicente Casanova y Marzol                                | Spagna             | 61        |
| 7 novembre 1930   | Morte del cardinale Alexis-Armand Charost                                    | Francia            | 60        |
| 7 novembre 1930   | Morte del cardinale Alfonso Maria Mistrangelo                                | Italia             | 59        |
| 17 marzo 1931     | Morte del cardinale Pietro Maffi                                             | Italia             | 58        |
| 5 maggio 1931     | Morte del cardinale Basilio Pompilj                                          | Italia             | 57        |
| 31 maggio 1931    | Morte del cardinale Felix-Raymond-Marie Rouleau                              | Canada             | 56        |
| 14 settembre 1931 | Morte del cardinale Francesco Ragonesi                                       | Italia             | 55        |
| 21 aprile 1932    | Morte del cardinale Friedrich Gustav Piffl                                   | Austria            | 54        |
| 30 agosto 1932    | Morte del cardinale Willem Marinus van Rossum                                | Paesi Bassi        | 53        |
| 9 febbraio 1933   | Morte del cardinale Andreas Frühwirth                                        | Austria            | 52        |
| 13 marzo 1933     | Concistoro per la creazione di 7 cardinali e di 1 in pectore:                | Città del Vaticano | 59        |
| 13 marzo 1933     | Pietro Fumasoni Biondi                                                       | Italia             | 59        |
| 13 marzo 1933     | Elia Dalla Costa                                                             | Italia             | 59        |
| 13 marzo 1933     | Maurilio Fossati                                                             | Italia             | 59        |
| 13 marzo 1933     | Jean-Marie-Rodrigue Villeneuve                                               | Canada             | 59        |
| 13 marzo 1933     | Angelo Maria Dolci                                                           | Italia             | 59        |
| 13 marzo 1933     | Theodor Innitzer                                                             | Austria            | 59        |
| 13 marzo 1933     | Carlo Salotti                                                                | Italia             | 59        |
| 8 maggio 1933     | Morte del cardinale Bonaventura Cerretti                                     | Italia             | 58        |
| 16 settembre 1933 | Morte del cardinale Raffaele Scapinelli di Leguigno                          | Italia             | 57        |
| 31 marzo 1934     | Morte del cardinale Franz Ehrle                                              | Germania           | 56        |
| 30 settembre 1934 | Morte del cardinale Giuseppe Mori                                            | Italia             | 55        |
| 18 novembre 1934  | Morte del cardinale Pietro Gasparri                                          | Italia             | 54        |
| 1º gennaio 1935   | Morte del cardinale Francis Alphonsus Bourne                                 | Regno Unito        | 53        |
| 15 febbraio 1935  | Morte del cardinale Pierre-Paulin Andrieu                                    | Francia            | 52        |
| 5 aprile 1935     | Morte del cardinale Achille Locatelli                                        | Italia             | 51        |
| 9 luglio 1935     | Morte del cardinale Pietro La Fontaine                                       | Italia             | 50        |
| 16 dicembre 1935  | Concistoro per la creazione di 18 cardinali e pubblicazione di 1 in pectore: | Città del Vaticano | 69        |
| 16 dicembre 1935  | Federico Tedeschini                                                          | Italia             | 69        |
| 16 dicembre 1935  | Alfred-Henri-Marie Baudrillart                                               | Francia            | 69        |
| 16 dicembre 1935  | Isidro Gomá y Tomás                                                          | Spagna             | 69        |
| 16 dicembre 1935  | Federico Cattani Amadori                                                     | Italia             | 69        |
| 16 dicembre 1935  | Carlo Cremonesi                                                              | Italia             | 69        |
| 16 dicembre 1935  | Vincenzo Lapuma                                                              | Italia             | 69        |
| 16 dicembre 1935  | Camillo Caccia Dominioni                                                     | Italia             | 69        |
| 16 dicembre 1935  | Pietro Boetto                                                                | Italia             | 69        |
| 16 dicembre 1935  | Francesco Marmaggi                                                           | Italia             | 69        |
| 16 dicembre 1935  | Emmanuel Célestin Suhard                                                     | Francia            | 69        |
| 16 dicembre 1935  | Enrico Sibilia                                                               | Italia             | 69        |
| 16 dicembre 1935  | Nicola Canali                                                                | Italia             | 69        |
| 16 dicembre 1935  | Santiago Luis Copello                                                        | Argentina          | 69        |
| 16 dicembre 1935  | Domenico Jorio                                                               | Italia             | 69        |
| 16 dicembre 1935  | Massimo Massimi                                                              | Italia             | 69        |
| 16 dicembre 1935  | Karel Boromejský Kašpar                                                      | Cecoslovacchia     | 69        |
| 16 dicembre 1935  | Domenico Mariani                                                             | Italia             | 69        |
| 16 dicembre 1935  | Ignace Gabriel I Tappouni                                                    | Siria              | 69        |
| 16 dicembre 1935  | Luigi Maglione                                                               | Italia             | 69        |
| 16 dicembre 1935  | Morte del cardinale Michele Lega                                             | Italia             | 68        |
| 7 febbraio 1936   | Morte del cardinale Luigi Sincero                                            | Italia             | 67        |
| 29 maggio 1936    | Morte del cardinale Alexis-Henri-Marie Lépicier                              | Francia            | 66        |
| 15 giugno 1936    | Concistoro per la creazione di 2 cardinali:                                  | Città del Vaticano | 68        |
| 15 giugno 1936    | Eugène Tisserant                                                             | Francia            | 68        |
| 15 giugno 1936    | Giovanni Mercati                                                             | Italia             | 68        |
| 15 luglio 1936    | Morte del cardinale Charles-Henri-Joseph Binet                               | Francia            | 67        |
| 16 novembre 1936  | Morte del cardinale Louis-Joseph Maurin                                      | Francia            | 66        |
| 10 agosto 1937    | Morte del cardinale Eustaquio Ilundáin y Esteban                             | Spagna             | 65        |
| 30 agosto 1937    | Morte del cardinale Gaetano Bisleti                                          | Italia             | 64        |
| 13 dicembre 1937  | Concistoro per la creazione di 5 cardinali:                                  | Città del Vaticano | 69        |
| 13 dicembre 1937  | Adeodato Giovanni Piazza                                                     | Italia             | 69        |
| 13 dicembre 1937  | Ermenegildo Pellegrinetti                                                    | Italia             | 69        |
| 13 dicembre 1937  | Arthur Hinsley                                                               | Regno Unito        | 69        |
| 13 dicembre 1937  | Pierre-Marie Gerlier                                                         | Francia            | 69        |
| 13 dicembre 1937  | Giuseppe Pizzardo                                                            | Italia             | 69        |
| 16 febbraio 1938  | Morte del cardinale Luigi Capotosti                                          | Italia             | 68        |
| 13 marzo 1938     | Morte del cardinale Carlo Dalmazio Minoretti                                 | Italia             | 67        |
| 16 luglio 1938    | Morte del cardinale Giulio Serafini                                          | Italia             | 66        |
| 4 settembre 1938  | Morte del cardinale Patrick Joseph Hayes                                     | Stati Uniti        | 65        |
| 6 settembre 1938  | Morte del cardinale Camillo Laurenti                                         | Italia             | 64        |
| 24 dicembre 1938  | Morte del cardinale Lev Skrbenský Hříště                                     | Cecoslovacchia     | 63        |
| 30 dicembre 1938  | Morte del cardinale Aleksander Kakowski                                      | Polonia            | 62        |
| 10 febbraio 1939  | Morte di papa Pio XI                                                         | Città del Vaticano | 62        |
| 1º marzo 1939     | Apertura del conclave                                                        | Città del Vaticano | 62        |
| 2 marzo 1939      | Elezione papale del cardinale Eugenio Pacelli con il nome di Pio XII         | Città del Vaticano | 61        |